# Магаджановское
Магаджановское (каз. Мағаджан) — бывшее село в Актюбинской области Казахстана. Находилось в подчинении городской администрации Актобе. В 2018 году стало жилым массивом города Актобе в составе Алматинского административного района. Входило в состав Каргалинского сельского округа. Код КАТО — 151035300.

## Население
В 1999 году население села составляло 409 человек (199 мужчин и 210 женщин). По данным переписи 2009 года, в селе проживало 546 человек (265 мужчин и 281 женщина).